# Konstal 102NaD
102NaD – typ wagonów doczepnych czynnych, które powstały w Krakowie z wagonów 102Na zniszczonych w wypadkach komunikacyjnych.

## Historia
Wagony 102NaD wyprodukowano w warsztatach własnych Miejskiego Przedsiębiorstwa Komunikacyjnego w Krakowie, w liczbie 5 sztuk, w latach 1983–1985. Przewidziane były do eksploatacji jako drugie w składach z tramwajami 102Na. Dwa tego typu pojazdy wyprodukowano na bazie wagonów przeznaczonych do kasacji w Gorzowie Wielkopolskim, a pozostałe trzy powstały w wyniku przebudowy krakowskich tramwajów.

## Budowa oraz zakres modernizacji
Przebudowa tramwajów obejmowała usunięcie stanowiska motorniczego, przeniesienie szafki z bezpiecznikami pod ścianę przednią tramwaju, montaż pulpitu manewrowego oraz usunięcie gniazd sterowania wielokrotnego z tylnej części wagonu. Najważniejszą jednak wizualną zmianą było zastąpienie oryginalnej ściany przedniej przez lustrzane odbicie ściany tylnej. Oprócz tego, wagony w trakcie remontów były objęte zmianami i modernizacjami takimi samymi, jak w innych wagonach z rodziny 102N, eksploatowanych przez krakowskiego przewoźnika. Wagony 102NaD kursowały liniowo do końca 1996 roku w składach z różnymi tramwajami 102Na.

## Wagon zabytkowy
W 1997 roku ostatni z wprowadzonych do ruchu wagonów, noszący numer taborowy 155, pozostawiono jako eksponat muzealny. Powstał on jako ostatnia doczepa typu 102NaD, na bazie tramwaju 102Na #222 z 1970 roku, który uległ pożarowi instalacji elektrycznej, przez co wymagał gruntownej odbudowy. W tym celu posłużono się pudłem tramwaju 102Nd wycofanego z eksploatacji we Wrocławiu, przez co odbudowywana przyczepa cechowała się pewnymi detalami charakterystycznymi dla wrocławskiej serii. Przyczepa 102NaD #155 utworzyła pociąg muzealny z wagonem 102N #203, który w tym samym czasie został wycofany z liniowego ruchu pasażerskiego. Z tego względu, zachowaną doczepę czynną ucharakteryzowano wizualnie, aby w większym stopniu nawiązywała do tramwaju prowadzącego, poprzez zlikwidowanie wycięć w fartuchach oraz pomalowanie ich na kolor kremowy. Brak poważniejszych prac remontowych przy wagonie spowodował, w połowie 2001, roku jego odstawienie i sprowadził na niego ryzyko kasacji.
W 2016 roku podjęto działania zmierzające do przywrócenia wagonu 155 do pełnej sprawności. W lutym 2018 roku zakończono jego naprawę główną i od tego czasu jest czynnym wagonem historycznym, kursując zazwyczaj w składzie ze 102Na #210.

## Galeria

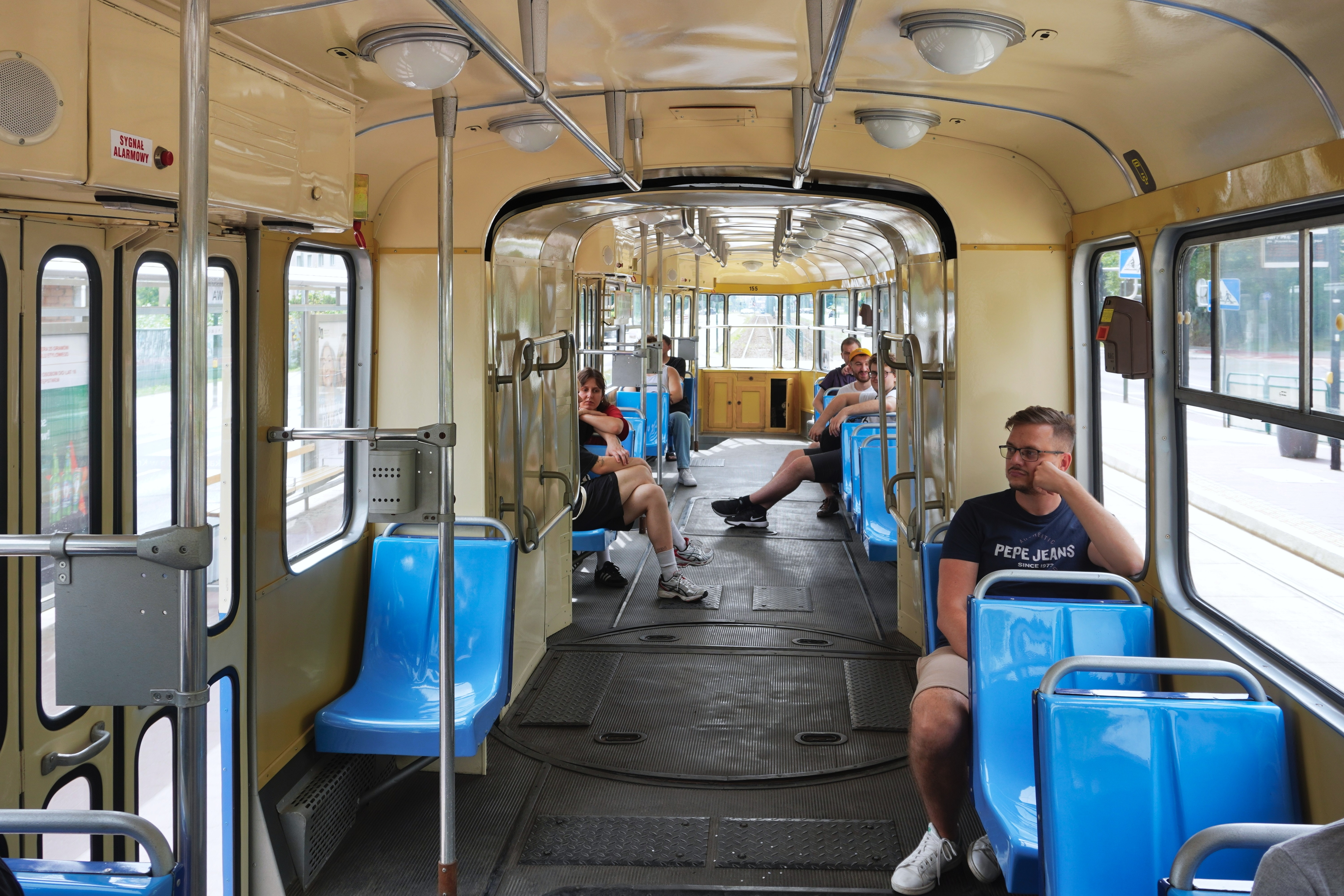
Wnętrze wagonu 102NaD